# Даглас DC-3
Даглас DC-3 (енгл. Douglas DC-3) је ваздухоплов фиксних крила, погоњен клипним моторима.
Његове летне особине су промениле ваздушни транспорт тридесетих година двадесетог века. Захваљујући својим летним особинама, општој поузданости и чињеници да се летелица користи и данас у 21. веку, сматра се једним од најзначајнијих транспортних авиона икада направљених.

## Пројектовање и развој
Даглас DC-3 је дизајнирао и изградио Артур Рејмонд са својим тимом. DC-3 је нискокрилни путнички авион металне конструкције чија се конструкција крила и трупа узета од претходника DC-1 и DC-2. Труп авиона је готово кружног попречног пресека. Стајни трап му је класичан, предњи точкови су увлачеће у гондоле мотора, а задњи само усмеравајући (клавирски) се налази на репу авиона.
Даглас DC-3 је први пут полетео 17. децембра 1935. године. Повод за прављење летелице био је телефонски разговор између председавајућег компаније Американ ерлајнс Сајруса Смита и Доналда Дагласа. Сајрус Смит је затражио од Дагласа да се изради авион сличан моделу DC-2, али са значајним побољшањима у дизајну. Неке од нових погодности које је нудио DC-3 биле су: кухиња са текућом водом, седишта прилагодљива за спавање... Ове погодности су популаризовале ваздушна путовања широм Сједињених Америчких 
Држава. Постало је могуће прелетети САД са Истока на Запад за око 15 часова, укључујући три слетања дуж путање да би авион био напуњен горивом. То је било значајно унапређење у односу на главог конкурента Боинговог модела 247 (Боинг 247).
За погон авиона најчешће су коришћени следећи клипни радијални мотори:
- Рајт ,
- Рајт ,
- Прат енд Витнеј ,
- Прат енд Витнеј ,
- Прат енд Витнеј ,

Након рата у ове авионе су уграђивани и турбоелисни мотори произвођача Прат енд Витнеј и Ролс Ројс.
За време Другог светског рата многи цивилни DC-3 авиони преправљени су у војне верзије. За потребе ратног ваздухопловства савезничких снага, израђено је преко 10.000 војних верзија DC-3 под називом C-47 Skytrain C-47, C-53, R4D и Dakota. Врхунац производње достигнут је 1944. године када је достављено 4.853 примерака. Ратне снаге многих савезничких земаља користиле су га за транспорт трупа, терета и рањеника. Лиценциране копије производиле су се и у Јапану под називом Showa L2D (487 авиона) и у Совјетском Савезу под називом Лисунов Ли-2 (између 2.200 и 4.900 авиона).
После рата хиљаде војних верзија су прерађене у цивилне верзије, где су постале стандард у готово свим светским авио-компанијама.
Даглас DC-3 је значајно је допринео убрзаном развоју светског авио-транспорта захаваљујући јефтиним деловима многих војних модела заосталих из Другог светског рата и релативно лаком одржавању авиона.

## Продукција ()
У Санта Моники и Лонг Бичу у Калифорнији је израђено 10.655 модела DC-3 за потребе цивилног и војног ваздухопловства. Преко 2.000 лиценцираних комада направљено је у Русији под називом Lisunov Li-2. У Јапану је такође израђено 485 комада под називом L2D Type 0, од којих је преко четири стотине модела било у употреби 1998. године.
Велики број мотора рађен је за DC-3 кроз историју његове производње.
Најпопуларнији био је Pratt & Whitney R-1830. Неки су били унапређивани са моторима типа: Rolls-Royce Dart или Armstrong Siddeley Mamba turbines.

## Оперативно коришћење

### Коришћење у свету
Пре Другог светског рата у САД се ваздушни саобраћај веома брзо развијао баш захваљујући авионима DC-3. Ваздухопловне компаније као што су Јунајтед, ТВА и Естерн су имале преко 400 ових авиона којима су одржавале редовне авио-линије широм Америке. Холандски КЛМ је авионима DC-3 почев од 1936. године одржавао линију Амстердам-Џакарта-Сиднеј далеко најдужу линију на свету у то доба.
У току Другог светског рата направљено је преко 10.000 примерака војне верзије овог авиона који је носио ознаку С-47. Врхунац производње је достигнут 1944. године када је произведено 4.853 примерка. Несумњиво је да је овај авион представљао окосницу војног ваздушног саобраћаја савезничких снага. Након рата многи војни транспортни авиони су прерађени у цивилне. Захваљујући економичности, поузданости, могућности слетања на травнате терене и једноставном одржавању ови авиони су постали основни авиони у многим земљама. О његовом квалитету говори чињеница, да се тај авион користи већ 70 година. Када је 1985. године прослављена педесетогодишњица авиона DC-3, у свету је још увек летело 1.500 примерака ових авиона.

### Коришћење у нас
Авион DC-3 је уведен у југословенски ваздушни саобраћај крајем Другог светског рата, када је транспортна јединица Војног ваздухопловства, опремљена авионом Ц-47 (војна верзија DC-3) и почела да превози путнике и терет на домаћим и међународним линијама. Оснивањем ЈАТ-а (1947) добијено је од УНРЕ и купљено из америчких војних вишкова неколико авиона Ц-47, који су у Чехословачкој и Холандији преправљени у путничке авионе. До 1953. године ЈАТ је у флоту увео 16 авиона DC-3 са којима је одржавао домаћи и међународни саобраћај на преко 30 разних линија. Каријеру у ЈАТ-у авиони типа DC-3 су завршили 1976. године као поштански авиони и авион за аерофото снимање за потребе Геодетског завода. До тада су прелетели 65 милиона километара и превезли 3,25 милиона путника и 150.000 тона терета.
Први ЈАТ-ов авион типа DC-3, регистрације YU-ABB, налази се данас у збирци Музеја југословенског ваздухопловства на аеродрому „Никола Тесла“ у Београду.

## Земље које су користиле овај авион
- Аргентина
- Аустралија
- Белгија
- Бенин
- Бијафра
- Боливија
- Бразил
- Бурма
- Камбоџа
- Канада
- Чад
- Чиле
- Република Кина
- Кина
- Колумбија
- Република Конго
- Демократска Република Конго
- Куба
- Чехословачка
- Данска
- Доминиканска Република
- Еквадор
- Египат
- Салвадор
- Етиопија
- Финска
- Француска
- Габон
- Трећи рајх
- Немачка
- Грчка
- Гватемала
- Хаити
- Хондурас
- Мађарска
- Исланд
- Индија
- Индонезија
- Иран
- Израел
- Италија
- Јордан
- Јапан
- Лаос
- Либија
- Мадагаскар
- Малави
- Мали
- Мауританија
- Мексико
- Монако
- Мароко
- Холандија
- Нови Зеланд
- Никарагва
- Нигер
- Нигерија
- Северна Кореја
- Норвешка
- Оман
- Пакистан
- Панама
- Папуа Нова Гвинеја
- Парагвај
- Перу
- Филипини
- Пољска
- Португалија
- Родезија
- Румунија
- Руанда
- Саудијска Арабија
- Сенегал
- Јужна Африка
- Јужна Кореја
- Сомалија
- СССР
- Цејлон
- Шпанија
- Шведска
- Сирија
- Тајланд
- Того
- Турска
- Уганда
- Уругвај
- Уједињено Краљевство
- САД
- Венецуела
- Вијетнам
- Јемен
- Југославија
- Демократска Република Конго
- Замбија

## Галерија
- Даглас DC-3 у лету
- Даглас DC-3 узлеће на пут преко Атлантика
- Кокпит